# Банана (графство)
Графство Банана (англ. Shire of Banana) — район местного самоуправления, расположен в области тропика Козерога на юго-востоке Квинсленда, Австралия, к юго-западу от регионального центра — Гладстона. Название графства произошло от местности, где был похоронен огромный серо-коричневый вол по кличке Банан (Banana). Совет графства находится в Билоиле — крупнейшем городе района.
Главными отраслями промышленности графства являются добыча угля, производство говядины, выработка электроэнергии, на засушливых и орошаемых землях выращивание таких культур как люцерна и хлопок.

## История
Округ Банана был создан 11 ноября 1879 года и являлся одной из 74 единиц на территории Квинсленда, созданных согласно Закону об окружном правлении 1879 года. 31 марта 1903 года, после принятия Закона об органах местного самоуправления 1902 года, округ стал именоваться графством.
Согласно принятому 10 августа 2007 года парламентом Квинсленда Закону о местном самоуправлении (выполнении реформы) 2007 года, 15 марта 2008 год в состав графства вошла значительная часть соседнего графства Тарум, включая непосредственно сам город Тарум тоже.

## Населённые пункты
- Банана (Banana)
- Баралаба (Baralaba)
- Билоила (Biloela)
- Гувиген (Goovigen)
- Дулулу (Dululu)
- Джамбин (Jambin)
- Кракоу (Cracow)
- Маура (Moura)
- Ранс (Rannes)
- Тангул (Thangool)
- Тарум (Taroom)
- Тиодор (Theodore)
- Уован (Wowan)